# 2B1Q-Code
Der 2B1Q-Code (2 Binär 1 Quaternär) ist ein Leitungscode in der Nachrichtentechnik.
Der 2B1Q-Code bildet aus zwei binären Werten (2 Bits) einen quaternären (vierwertigen) Wert und wird besonders bei ISDN für den Basisanschluss auf der Teilnehmeranschlussleitung benutzt.
Durch die Anwendung des Codes verringert sich die erforderliche Schrittgeschwindigkeit beim Basisanschluss von 160 auf 80 kBaud (bei gleich bleibender Datenübertragungsrate von 160 kbit/s) und damit das benötigte Frequenzspektrum: es wird auf tiefere Frequenzen verschoben, was eine geringere Dämpfung zur Folge hat. Dadurch kann eine höhere Übertragungsreichweite erzielt werden.
| Binärer Wert     | 00     | 01       | 10     | 11       |
| Quaternärer Wert | −3     | −1       | +3     | +1       |
| Spannung         | −2,5 V | −0,833 V | +2,5 V | +0,833 V |

Die Zuordnung der Spannungen zu den Bitcodes wurde hierbei so gewählt, dass es bei Übertragungsfehlern (Spannungsschwankungen) zu möglichst wenig Bitfehlern kommt. Es wird ein Gray-Code verwendet. Soll beispielsweise eine 10 übertragen werden (Spannung +2,5 V) und kommt es dabei zu Fehlern, so dass beim Empfänger nur eine geringere Spannung ankommt (etwa im Bereich von +0,833 V), so liest der Empfänger eine 11, also nur ein Fehler von einem Bit. Wären die Bitfolgen und die Spannung der Größe nach kodiert worden, hätte der Empfänger eine 01 gelesen, und damit gleich 2 falsche Bits.
Bei HDSL wird bei höheren Datenübertragungsraten wegen der dann höheren Leitungsdämpfung auch mit höheren Spannungen gearbeitet, als in der Tabelle angegeben ist (Größenordnung dann bis 20 Volt).